# Махмудии
Махмудие (тур. Mahmudiye) — 128 пушечный, трехдечный и трёхмачтовый линейный корабль Османского морского флота. Корабль был построен морским архитектором Мехметом Калфой и военно-морским инженером Мехметом Эфенди по приказу Махмуда II в Имперском Арсенале, на Золотом Роге в Стамбуле. После поражения в Наваринском сражении от англо-французско-российского объединенного флота в 1827 году и затем потери Греции, Султан Махмуд II поставил в качестве приоритета своего правительства восстановление морального духа нации и модернизацию турецкого флота. Флагман Османского Флота Махмудие стал крупнейшим в истории парусным, деревянным линейным кораблём. Французский паровой линейный корабль Бретань стал самым большим в истории паровым, деревянным линейным кораблем, и самым большим в истории деревянным линейным кораблём. Вооружение корабля составляли 128 пушек калибром от 3-фунтовых до массивных 50-фунтовых.

## История

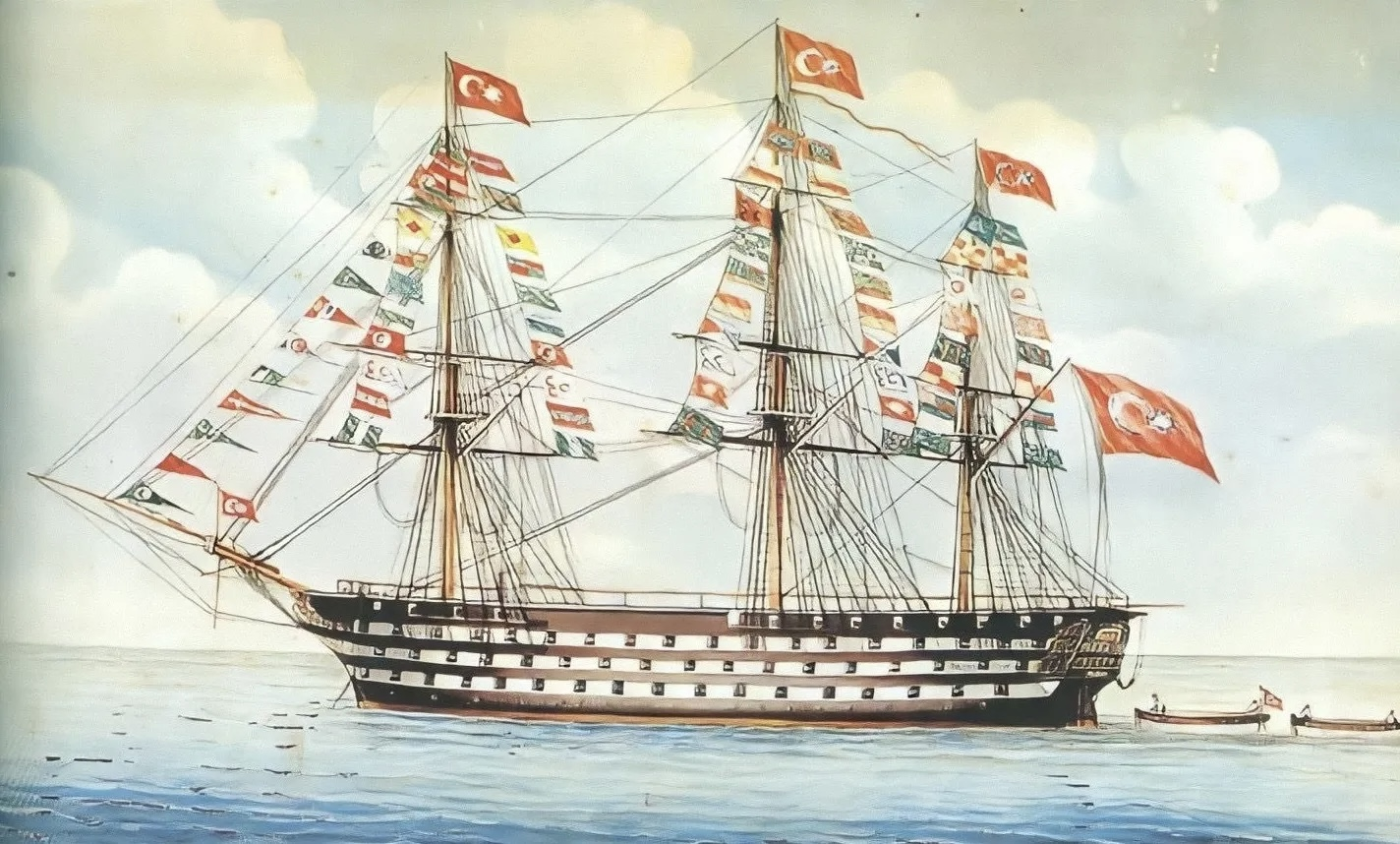
Махмудии

Махмудий участвовал в осаде Севастополя (1854-55) во время Крымской войны (1854-56) под командованием адмирала флота Кайсерили Ахмета Паши. Корабль был удостоен звания «Гази» после его успешной миссии в Севастополе.
С введением паровых машин в конце 1840-х годов было рассмотрено преобразование парусного судна в пароход. Однако при осмотре корпуса в Британии в конце 1850-х годов было обнаружено, что он сильно прогнил и от этой идеи отказались. Во время русско-турецкой войны 1877—1878 годов Махмудий был введен в эксплуатацию в качестве войскового транспорта, поскольку у правительства не было достаточного количества транспортных судов. Большой размер корабля сделал его эффективным транспортом благодаря способности нести большое количество солдат. 27 декабря четыре российских миноносца атаковали Махмудии и броненосец Асар-и-Тевфик, когда они были пришвартованы в Батуми, но все их атаки не увенчались успехом. Масштабная модель Махмудии 1:33 представлена в Стамбульском морском музее.

## Внешние ссылки
- На Викискладе есть медиафайлы по теме Ottoman ship Mahmudiye